# Ото V (Шаумбург)
Вижте пояснителната страница за други личности с името Ото V.
Ото V (VI) фон Шаумбург (на немски: Otto V (VI) von Schaumburg; * 1 март 1614; † 14 ноември или 15 ноември 1640 в Бюкебург) е последният граф на Шаумбург и Холщайн-Пинеберг (1635 – 1640) от линията на Шаумбургите.
Ото е единстеният син на Георг Херман фон Шауенбург и Гемен (* 12 април 1577; † 21 декември 1616) и графиня Елизабет фон Липе (* 9 юли 1592; † 16 юни 1646), дъщеря на граф Симон VI фон Липе († 1613) и графиня Елизабет фон Холщайн-Шаумбург († 1638). Внук е на граф Йобст II фон Холщайн-Шауенбург в Гемен († 1581).
След ранната смърт на баща му чичо му Херман (* 15 септември 1575; † 5 декември 1634) поема опекунството. От 1631 г. Ото следва две години в университетите в Бурж и в Париж и две години в Нидерландия. Още през 1629 г. е приет в литературното общество Fruchtbringende Gesellschaft под името „der Werte“.
След смъртта на братовчед му Йобст Херман фон Шаумбург на 5 ноември 1635 г. Ото е единственият мъжки наследник. Понеже е още малолетен той до 1637 г. е под опекунството на Лудвиг фон Анхалт-Кьотен, зет на майка му, и Ото фон Липе-Браке, един чичо по майчина линия. В наследствения конфликт за Господство Гемен печели абатисата Агнес фон Лимбург-Щирум.
През Тридесетгодишната война през есента 1636 г. резиденцията му Бюкебург е окупирана и окрадена. Ото бяга от глада и чумата в замък Гемен. През пролетта 1637 г. императорската войска го отвлича в Лемго и го освобождава след плащане на откуп. Той умира неженен на 14 ноември 1640 г. след банкет с шведския генерал Йохан Банер,, който е направил Бюкебург за своя главна квартира. Той е погребан на 6 юли 1642 г. заедно с предшественика си, Йобст Херман, в княжеския мавзолей в Щатхаген.
Графството Холщайн-Пинеберг, след дълги наследствени конфликти, отива две трети на Христиан IV от Дания и една трета на херцог Фридрих III фон Шлезвиг-Холщайн-Готорп, графството Шаумбург от части на брата на майка му, граф Филип фон Липе, и на ландграфство Хесен-Касел. Господството Гемен отива на графовете на Лимбург-Щирум. На майка му се платени 145 000 имперски талери.